# Équipe d'Italie de rink hockey
L'équipe d'Italie de rink hockey est la sélection nationale qui représente l'Italie en rink hockey.

## Palmarès
- 4 titres de champion du monde (1953, 1986, 1988, 1997)
- 2 titres de champion d'Europe (1953, 1990)
- 1 titre de Coupe des nations (1982)